# Adah Akenji
Adah Akenji  est un réalisateur camerounais de clips née le 27 février 1985 à Douala. Il est originaire de la région du Nord Ouest du Cameroun.

## Biographie

### Enfance et débuts
Tchi Adah Carothers Akenji est passionné de musique depuis son enfance et commence sa carrière comme chanteur à Douala après une formation en ingénieur du son. Il obtient son baccalauréat et se rend à Bamenda où il dirige un petit studio d’enregistrement. Il est ensuite sollicité pour diriger le studio de l’Alliance franco-camerounaise de Bamenda[source secondaire souhaitée].
C’est en 2010 qu’il se lance dans la réalisation de clips, à la suite d'une mauvaise expérience avec un vidéaste qui a tardé à lui livrer son travail. Il décide alors de se former lui-même à la réalisation et à la photographie. Il crée sa propre structure, A Music, et se fait rapidement remarquer par la qualité de ses images, son sens du détail et son originalité[non neutre].
Il réalise son premier clip pour l’artiste Jay Jay avec le titre « Zangalewa ». Il enchaîne ensuite avec des clips pour des artistes tels que Ngoma, Mr Léo, Tenor, Ridimz, Kameni, Cysoul, Sandrine Nnanga, Prosper Menko, Jacky Kingue, KO-C, Coco Argentée, Blacky Carat, Nabila, Singuila, Locko, Blanche Bailly ou encore Magasco[source secondaire souhaitée]. Il collabore également avec des artistes internationaux comme K-Tino ou Lydol[source secondaire souhaitée].
Il continue également sa carrière musicale en tant que chanteur, auteur-compositeur et producteur. Il a sorti plusieurs singles comme « Wan O Bi » en 2016, « Saka » en 2017, « Na Na Na »  en 2017 ou encore Paplé en 2017 avec Pap[source secondaire souhaitée]. Il mélange les genres musicaux comme le RnB, l’afro-pop ou le rap. Il se distingue par son style vestimentaire et sa coiffure afro[source secondaire souhaitée].
Il est également engagé dans des causes sociales comme la lutte contre les violences faites aux femmes ou la promotion de la culture camerounaise[source secondaire souhaitée].
Il a remporté plusieurs prix dans différents festivals, notamment l’Écran d’or et deux autres récompenses au Festival des Écrans noirs[source secondaire souhaitée], le prix spécial Ousmane Sembene[source secondaire souhaitée] et le prix Plan International pour un film sur les droits des femmes et des filles au FESPACO[source secondaire souhaitée].

### Vie privée
Il est marié à la chanteuse camerounaise Sandrine Nnanga, ils ont deux enfants.

### Carrière Musicale

#### Singles
- 2016 : Wan o bi.
- 2017 : Saka[4].
- 2017 : Na na na[5].
- 2017 : Paplé, avec Pap.

### Carrière de réalisateur

#### Vidéogrammes
- 2015 : On va gérer, Mr Léo.
- 2017 : Bad things, Tenor.
- 2018: Azig azag, Ridimz.
- 2019 : Boss, Kameni.
- 2019 : Emma, Cysoul.
- 2019 : Pas besoin, Sandrine Nnanga.
- 2019 : Toquer, Prosper Menko.
- 2020 : Chéri coco, Jacky Kingue.
- 2020 : Caleçon, KO-C feat Coco Argentée.
- 2021 : Nous, Blacky Carat feat Nabila.
- 2021 : Tu te laisses aller, Singuila.
- 2021 : magnet, Locko.
- 2022 : Je tombe, Cysoul[6].
- 2022 : Ton feu, Sandrine Nnanga.
- 2022 : Aimer, Blanche Bailly feat KO-C.
- 2022 : Today na today, Magasco feat K-Tino.
- 2022 : Bloqué, Locko.
- 2023 : Ndolo bobé, Lydol feat Cysoul.

## Polémique
En 2021, Adah Akenji est ulcéré par la non nomination de l'artiste Magasco aux Canal d'or, la cérémonie de récompense de la chaîne de télévision Canal 2 international. Il décide de ne pas y participer, pourtant nommé dans la catégorie meilleur réalisateur.